# 蒙莫尔 (奥德省)
蒙莫尔（法語：Montmaur，法語發音：[mɔ̃mɔʁ] ⓘ）是法国奥德省的一个市镇，属于卡尔卡松区。

## 地理
蒙莫尔（43°23'37"N, 1°50'38"E）面积12.61 平方千米，位于法国奧克西塔尼大區奥德省，该省份为法国南部沿海省份，北起塔恩省，西北接上加龙省，西接阿列日省，南至东比利牛斯省，东临地中海，东北与埃罗省接壤。
与蒙莫尔接壤的市镇（或旧市镇、城区）包括：艾鲁、莱卡塞、蒙费朗、圣波莱、苏佩克斯、阿维尼奥内洛拉盖、上穆尔维尔、里约马茹。
蒙莫尔的时区为UTC+01:00、UTC+02:00（夏令时）。

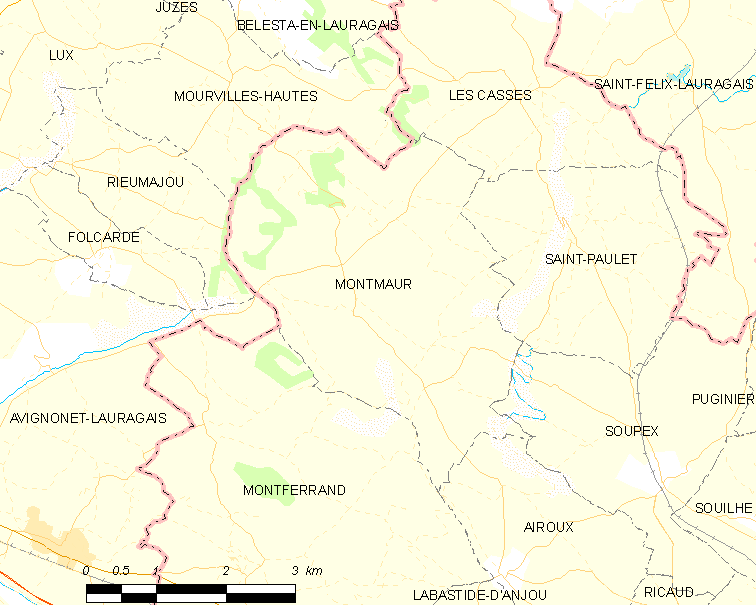
蒙莫尔的OSM定位图

## 行政
蒙莫尔的邮政编码为11320，INSEE市镇编码为11252。

## 政治
蒙莫尔所属的省级选区为绍里安盆地县。

## 人口

1962-2008年间蒙莫尔人口变化图示

蒙莫尔于2022年1月1日时的人口数量为350人。